# Totoro (personnage)

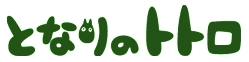

 (novembre 2009).
Si vous disposez d'ouvrages ou d'articles de référence ou si vous connaissez des sites web de qualité traitant du thème abordé ici, merci de compléter l'article en donnant les références utiles à sa vérifiabilité et en les liant à la section « Notes et références ».
Pour les articles homonymes, voir Totoro.
Totoro (トトロ, Totoro) est un personnage de fiction créé en 1988 par Hayao Miyazaki du studio Ghibli, pour le film Mon voisin Totoro. Le film fut un tel succès que le personnage est devenu l’emblème du studio.

## Origine

- C’est dans le film Mon voisin Totoro qu’il apparaît comme étant un esprit légendaire de la forêt ressemblant à un gros ours, sorte de croisement entre un chat et un panda[1]. Il rencontre Mei et sa sœur Satsuki et les aide notamment à faire pousser les graines qu’il leur avait données en échange d’un parapluie un jour de pluie ; il aide également Satsuki à retrouver sa petite sœur qui s'était perdue.

Bien que les croquis préparatoires visibles dans le artbook du film indiquent que Totoro soit âgé de 1 302 ans dans le récit qui se déroule en 1958, Miyazaki indique qu'il a « plus de 3 000 ans » et qu'il vivait déjà pendant la période Jōmon.

## Emblème
Après le film qui fut un succès, le personnage fut pris pour emblème du studio Ghibli. Le producteur Toshio Suzuki avoua que le studio n’arriverait pas à faire un personnage plus connu que Totoro, comme Walt Disney n’a pas réussi à trouver un personnage plus populaire que Mickey Mouse. Ghibli en conclut que Totoro et tous ses amis étaient leurs plus grandes stars parmi d’autres personnages de dessins animés japonais.
En 1994, l’astronome Takao Kobayashi nomme l’astéroïde 10160 Totoro en l’honneur de ce personnage.

## La famille Totoro
On voit deux spécimens différents suivre Totoro un peu partout et sur l’emblème, on aperçoit le plus petit sur sa tête.
Dans Mon voisin Totoro, seul Totoro se voit attribuer un nom par Mei. Mais dans les documents de production, on apprend les noms désignant chacun d’entre eux :
- Grand Totoro (大トトロ, Ō-Totoro?) ou plus simplement Totoro (トトロ, Totoro?).
- Moyen Totoro (中トトロ, Chū-Totoro?)
- Petit Totoro (小トトロ, Chibi-Totoro?)

## Apparitions

### Au sein du studio Ghibli
Outre le film original, Totoro apparaît dans plusieurs productions du studio Ghibli :
- 1988 : Mon voisin Totoro de Hayao Miyazaki : film original.
- 1989 : Kiki la petite sorcière de Hayao Miyazaki : Kiki possède une peluche Totoro ainsi qu’une maison en jouet sur laquelle on voit un petit Totoro et le visage d’une petite fille (Mei ?).
- 1994 : Pompoko de Isao Takahata : furtivement, parmi les spectres, durant la parade des yōkai.
- 1995 : Si tu tends l’oreille de Yoshifumi Kondo : un moyen Totoro et un petit Totoro sont présents dans l’un des décors et un livre à la bibliothèque se nomme "Totoro".
- 1995 : On Your Mark de Hayao Miyazaki : le logo de la voiture Alfa Romeo est détourné, on voit un petit Totoro à la place du serpent vert.
- 2002 : Mei to Konekobasu (めいとこねこバス?) de Hayao Miyazaki : à la fin, au milieu d’autres Totoro, reconnaissable à son parapluie.
- 2008 : Ponyo sur la falaise de Hayao Miyazaki : il y a un petit Totoro sur le frigo familial.

Certaines créatures qui apparaissent dans d’autres films font fortement penser à Totoro :
- 2001 : Le Voyage de Chihiro de Hayao Miyazaki : Oshira-Sama, la divinité du radis avec qui Chihiro prend l’ascenseur.
- 2006 : À la recherche d’une maison de Hayao Miyazaki : un kami lui ressemble.

### Dans la culture populaire
Totoro est devenu un personnage « culte », mentionné, détourné ou parodié dans de nombreuses œuvres, sur tous supports, à travers le monde entier. Voici quelques exemples notoires :

#### Au cinéma
- 2004 : Nobody Knows de Hirokazu Kore-eda, la petite fille se demande si Totoro existe vraiment[6].
- 2010 : Toy Story 3 de Pixar, un jouet Totoro est présent dans la chambre de Bonnie[réf. nécessaire].
- 2017 : Le grand méchant renard, et autres contes… apparition d'une peluche Totoro[7].

#### À la télévision
- 2007 : South Park, apparition dans le 10e épisode de la 11e saison intitulé Imaginationland : Épisode 1.
- 2010 : South Park, la scène de la rencontre entre Cartman et Cthulhu dans l'épisode L'Éveil de Mystérion parodie la scène entre Mei et Totoro
- 2010 : American Dad!, apparition dans le 3e épisode de la 6e saison intitulé La petite maison des horreurs de Langley Falls: Un des enfants dans la rue est déguisé en Totoro.
- Code Lyoko, Yumi Ishiyama possède une grosse peluche Totoro dans sa chambre.
- Gintama, un monstre s'appelle Podoro.
- Dans Bob's Burgers à l'épisode "An Indecent Thanksgiving Proposal" il y a une parodie de Totoro avec Lance la dinde.

#### Dans les bandes-dessinées et les mangas
- Dans la bande dessinée Sentaï School, lors du chapitre Resident Sentaï, on peut le voir parmi plusieurs personnages vivants dans des forêts (Schtroumpfs…), tout en disant « Rototo », c’est-à-dire une anagramme de son nom.

#### Sur Internet
- La série d'animation Les Kassos a parodié le personnage dans l'épisode 30 sous le nom de « Totogro ».

## Hommage
L'astéroïde (10160) Totoro, découvert en 1994, est nommé en son honneur.